# کنراد نگچویچکی
کنراد نگچویچکی (انگلیسی: Konrad Niedźwiedzki؛ زادهٔ ۲ ژانویهٔ ۱۹۸۵) اسکیت‌باز سرعت اهل لهستان است.